# Nanteuil-Notre-Dame
Nanteuil-Notre-Dame é uma comuna francesa na região administrativa de Altos da França, no departamento de Aisne. Estende-se por uma área de 3,72 km². Em 2010 a comuna tinha 66 habitantes (densidade: 17,7 hab./km²).